# クリスティーナ・ヘンドリックス
クリスティーナ・ヘンドリックス（Christina Hendricks, 1975年5月3日 - ）は、アメリカ合衆国の女優。テレビドラマ『マッドメン』のジョーン・ホールウェイ役で知られる。

## 略歴
テネシー州ノックスビルで生まれる。父はイギリス人であるため、イギリス国籍も有している。8歳から14歳まではアイダホ州ツイン・フォールズで暮らし、1989年に家族とともにバージニア州フェアファックスに移った。高校時代には演劇部や地元のアマチュア劇団で演技をしていた。卒業後、ニューヨークでモデルとして活動するかたわら、芝居のオーディションを多数受ける。99年、TV映画「Sorority（原題）」で女優デビュー。その後、TVシリーズへの出演の機会が増え『ER緊急救命室』『ファイヤーフライ 宇宙大戦争』、『Life 真実へのパズル』に出演、『エンジェル』、『トゥルー・コーリング』、『WITHOUT A TRACE/FBI 失踪者を追え!』、『コールドケース3』などにゲスト出演した。
2007年に始まったAMC制作のヒットドラマ『マッドメン』において、多くの男性を魅了する広告会社のオフィス・マネージャー、ジョーン・ホールウェイを演じて脚光を浴びた。2010年～15年にはエミー賞助演女優賞にノミネートされた。また2007年のインディペンデント映画『La Cucina』では、ホアキン・デ・アルメイダとともに主演を務めた。
2018年より『グッドガールズ: 崖っぷちの女たち』に出演。同作は人気を得ていたがシーズン４で打ち切りとなった。

## 私生活
2009年10月11日に3歳年下の俳優ジェフリー・エアンドとニューヨークで結婚した。二人は『マッドメン』の共演者ヴィンセント・カーシーザーの紹介で出会った。10年間連れ添ったが2019年に破局。破局についてヘンドリックスは自身のインスタグラムで以下のように報告している。
「12年前、私たちは恋に落ち、パートナーとなりました。お互いの素晴らしい家族の一員となり、数えきれないほどの笑いを共有し、素晴らしい友人たちを作り、信じられないような機会の数々に恵まれてきました。今日、私たちは共に新たな一歩を、でもそれぞれ別の道へと踏み出します。分かち合った愛にはこれからも感謝しつつ、協力して2匹の美しい犬の世話をするつもりです。この変化の時期、私たちは時間をかけて自分を再発見していきます。辛抱強く見守ってくださるようお願いいたします。」
二人には子供はおらず、2014年のインタビューでは二人とも子供を持つことに一切興味がないとその理由を明かしていた。
2023年3月、カメラ技師ジョージ・ビアンキーニとの婚約を発表した。
ヘンドリックスはその赤毛で有名だが、地毛は真正のブロンドである。本人は10歳のときから赤毛に染めていると話している。

## フィルモグラフィー

### 映画
| 公開年 | 邦題 原題                                                      | 役名                   | 備考                |
| ------ | -------------------------------------------------------------- | ---------------------- | ------------------- |
| 2010   | レオニー Leonie                                                | キャサリン・バーネル   |                     |
| 2010   | かぞくはじめました Life As We Know It                          | アリソン・ノヴァック   |                     |
| 2011   | デタッチメント 優しい無関心 Detachment                         | サラ・マディソン       |                     |
| 2011   | ドライヴ Drive                                                 | ブランチ               |                     |
| 2011   | ケイト・レディが完璧な理由 I Don't Know How She Does It        | アリソン・ヘンダーソン |                     |
| 2012   | ジンジャーの朝 〜さよなら、わたしが愛した世界 Ginger & Rosa    | ナタリー               |                     |
| 2013   | コクリコ坂から                                                 | 北斗 美樹              | 声の出演 (英語版)   |
| 2014   | ゴッド・タウン God's Pocket                                    | ジェニー・スカルパト   |                     |
| 2014   | ティンカー・ベルとネバーランドの海賊船 The Pirate Fairy        | ザリーナ               | 声の出演            |
| 2014   | ロスト・リバー Lost River                                      | ビリー                 |                     |
| 2015   | ダーク・プレイス Dark Places                                   | パティ・デイ           | 日本公開は2016年6月 |
| 2016   | ネオン・デーモン Neon Demon                                    | ロバータ・ホフマン     |                     |
| 2017   | ポッターズビルの奇跡 Pottersville                              | コニー・グレイジャー   |                     |
| 2017   | フィストファイト Fist Fight                                    | ミス・モネ             | 日本では劇場未公開  |
| 2017   | アガサ・クリスティー ねじれた家 Crooked House                  | ブレンダ・レオニデス   |                     |
| 2018   | ストレンジャーズ 地獄からの訪問者 The Strangers: Prey at Night | シンディ               |                     |
| 2018   | キャンディージャー Candy Jar                                   | エイミー・スキナー     | Netflixで配信       |
| 2018   | シングルマザー ブリジットを探して American Woman               | キャサリン             | 日本では劇場未公開  |
| 2019   | トイ・ストーリー4 Toy Story 4                                  | ギャビー・ギャビー     | 声の出演            |

### テレビ
| 放映年      | 邦題 原題                                         | 役名                             | 備考                                             |
| ----------- | ------------------------------------------------- | -------------------------------- | ------------------------------------------------ |
| 2000        | エンジェル Angel                                  | バー店員                         | シーズン1 第15話 "放蕩息子"                      |
| 2002        | ER緊急救命室 ER                                   | ジョイス・ウェストレイク         | 4エピソード                                      |
| 2002 - 2003 | ファイヤーフライ 宇宙大戦争 Firefly               | サフロン / ブリジット / ヨランダ | 2エピソード                                      |
| 2004        | トゥルー・コーリング Tru Calling                  | アリッサ                         | シーズン1 第9話 "モルグ殺人事件"                 |
| 2005        | コールドケース 迷宮事件簿 Cold Case               | エスター・"レッグス"・デイヴィス | シーズン3 第4話 "バット"                         |
| 2006        | ラスベガス Las Vegas                              | コニー                           | シーズン3 第21話 "思いがけないプロポーズ"        |
| 2006        | WITHOUT A TRACE/FBI 失踪者を追え! Without a Trace | レイチェル・ギブソン             | シーズン4 第17話 "レイチェルの人生指南"          |
| 2007 - 2008 | Life 真実へのパズル Life                          | オリヴィア・キャントン           | 4エピソード                                      |
| 2007 - 2015 | マッドメン Mad Men                                | ジョアン・ハリス                 | メインキャスト 82エピソード                      |
| 2011        | ボディ・オブ・プルーフ 死体の証言 Body of Proof   | カレン・アーチャー               | シーズン1 第5話 "疑惑の手術"                     |
| 2011        | アメリカン・ダッド American Dad!                  | ナイディーン                     | 声の出演 シーズン7 第19話 "Gorillas in the Mist" |
| 2015        | リック・アンド・モーティ Rick and Morty           | ユニティ                         | 声の出演 シーズン2 第3話 "最高の休日"            |
| 2016        | ハップとレナード ～危険な2人～ Hap and Leonard    | トルーディ                       | 6エピソード                                      |
| 2018        | ロマノフ家の末裔 〜それぞれの人生〜 The Romanoffs | オリビア・ロジャース             | アンソロジーシリーズ第3話                        |
| 2018-       | グッドガールズ: 崖っぷちの女たち Good Girls       | ベス                             |                                                  |

### ゲーム
| 発売年 | 邦題 原題                                                 | 役名           | 備考     |
| ------ | --------------------------------------------------------- | -------------- | -------- |
| 2011   | ニード・フォー・スピード ザ・ラン Need for Speed: The Run | サム・ハーパー | 声の出演 |